# Lu Jingjing
Lu Jingjing (鲁晶晶S, Lú JīngjīngP; Shandong, 5 maggio 1989) è una tennista cinese.

## Statistiche

### Doppio

#### Vittorie (1)
| Legenda               |
| --------------------- |
| Grande Slam (0)       |
| Ori Olimpici (0)      |
| WTA Finals (0)        |
| WTA Elite Trophy (0)  |
| Premier Mandatory (0) |
| Premier 5 (0)         |
| Premier (0)           |
| International (1)     |

| N. | Data          | Torneo                                              | Superficie | Compagna   | Avversarie in finale         | Punteggio            |
| 1. | 7 agosto 2016 | Jiangxi International Women's Tennis Open, Nanchang | Cemento    | Liang Chen | Shūko Aoyama Makoto Ninomiya | 3-6, 7-6(2), [13-11] |

#### Sconfitte (2)
| Legenda               |
| --------------------- |
| Grande Slam (0)       |
| Argenti Olimpici (0)  |
| WTA Finals (0)        |
| WTA Elite Trophy (1)  |
| Premier Mandatory (0) |
| Premier 5 (0)         |
| Premier (0)           |
| International (1)     |

| N. | Data            | Torneo                                              | Superficie  | Compagna    | Avversarie in finale     | Punteggio |
| 1. | 5 novembre 2017 | WTA Elite Trophy, Zhuhai                            | Cemento (i) | Zhang Shuai | Duan Yingying Han Xinyun | 2-6, 1-6  |
| 2. | 29 luglio 2018  | Jiangxi International Women's Tennis Open, Nanchang | Cemento     | You Xiaodi  | Jiang Xinyu Tang Qianhui | 4-6, 4-6  |

## Circuito WTA 125

### Doppio

#### Vittorie (1)
| N. | Data              | Torneo                             | Superficie | Compagna   | Avversarie in finale | Punteggio           |
| 1. | 10 settembre 2017 | Dalian Women's Tennis Open, Dalian | Cemento    | You Xiaodi | Guo Hanyu Ye Qiuyu   | 7-6(2), 4-6, [10-5] |